# Búnker de Los Barberos
El búnker de Los Barberos es un búnker situado junto al río Eresma en el pie de la Sierra de Guadarrama, en Palazuelos de Eresma, Segovia (España), fue utilizado principalmente como nido de ametralladoras.
El paraje donde se encuentra se llama el Balcón de Pilatos por sus vistas panorámicas y está en las proximidades de las destilerías de Whisky DyC situadas en la vega del cauce del río.

## Historia
Fue construido como nido de ametralladoras durante la Guerra Civil Española para proteger la zona franquista de un posible ataque republicano. Tuvo gran protagonismo en 1937 durante la fallida Ofensiva de Segovia, cuando este lugar de transición entre la Sierra de Guadarrama y la meseta se convirtió en un paso fundamental entre donde se produjo la incursión republicana desde el lado madrileño de la cordillera, republicano, y la ciudad de Segovia. Esta se encontraba en manos sublevadas desde el golpe de Estado y los republicanos pretendían tomarla, siendo estos frenados en este entorno de la falda de la montaña.

### Leyenda
Según la leyenda, este refugio algo alejado del pueblo fue tiempo después de la guerra el lugar de encuentro de dos enamorados adolescentes cuya historia tuvo un final trágico. Las familias de ambos estaban relacionadas con el mundo de la barbería y por ello Los Barberos es el nombre del búnker.

## Conservación
Está en una zona bien protegida en el valle del Eresma su estado de conservación es relativamente buen habiéndose solamente desprendido una pequeña parte del techo por donde se colocaban las ametralladoras. Debió ser similar a los fortines edificados en el pico El Cancho y el Collado La Flecha, los cuales al estar muy desprotegidos a gran altitud en plena montaña han prácticamente desaparecido.
En la actualidad ha sido habilitada una pequeña zona aledaña con bancos como mirador de Segovia por un lado y la montaña por el otro.

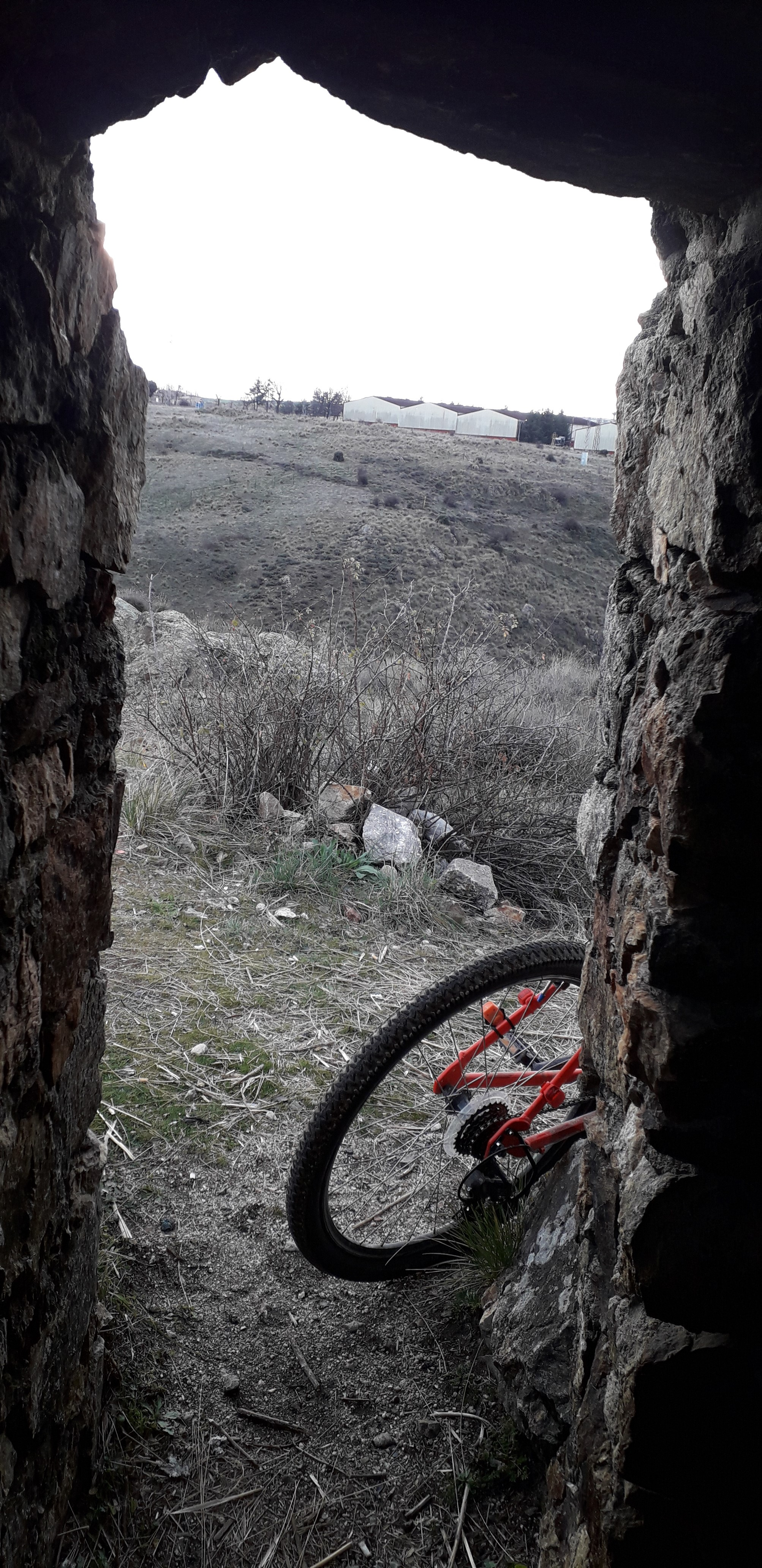
Vista de la salida desde dentro, al fondo la vega del valle del Eresma y las Destilerías DyC